# HEY! BOB! MY FRIEND
『HEY! BOB! MY FRIEND』(US盤 - ヘイ! ボブ! マイフレンド! 、 韓国盤 - 헤이! 보브! 마이 프렌드! )は、日本のロックバンド、POLYSICSの海外盤ベスト・アルバム。2001年2月1日に韓国でPONYCANYON KOREAより、同年6月19日米国でAsian Man Recordsよりリリース。

## 概要
- POLYSICS単体としては初となる海外盤。インディー時代にリリースされたアルバム「1st P」「A・D・S・R・M!」からの選曲である。US盤はCDの他アナログ盤も存在する。
- 韓国盤と米国版ではジャケットデザインが微妙に異なる。韓国盤で上部にある「POLYSICS」の表記が、米国版では「ポリシックス」とカタカナで表記されている。

## 補足
- アルバムタイトル「HEY! BOB! MY FRIEND」は、後に発表されるシングル「Young OH! OH!」の収録曲「Do you remember?」の歌詞中に登場する。

## 収録曲
| #         | タイトル                         | 作詞・作曲                   | 時間  |
| --------- | -------------------------------- | ---------------------------- | ----- |
| 1.        | 「SUNNYMASTER」(サニーマスター)  | Hiroyuki Hayashi             | 1:01  |
| 2.        | 「BUGGIE TECHINICA」             | Hiroyuki Hayashi             | 2:25  |
| 3.        | 「PLUS CHICKER」                 | Hiroyuki Hayashi             | 2:56  |
| 4.        | 「Hot Stuff」                    | Hiroyuki Hayashi             | 2:12  |
| 5.        | 「Married To A Frenchman」       | Hiroyuki Hayashi             | 3:28  |
| 6.        | 「Eleki Gassen」                 | Hiroyuki Hayashi,Eisuke Sako | 2:59  |
| 7.        | 「Nice」                         | Hiroyuki Hayashi             | 2:39  |
| 8.        | 「GOOD」(プラスチックスのカバー) | Chika-Hajime                 | 2:52  |
| 9.        | 「Monsoon」                      | Hiroyuki Hayashi             | 3:16  |
| 10.       | 「Pike」(ヒカシューのカバー)     | 作詞:巻上公一,作曲:山下康    | 4:02  |
| 11.       | 「Poly-Farm」                    | Hiroyuki Hayashi             | 1:25  |
| 12.       | 「Modern」                       | Hiroyuki Hayashi             | 3:48  |
| 合計時間: | 合計時間:                        | 合計時間:                    | 32:54 |

アナログ盤は「SUNNYMASTER」から「Nice」までがSide one。「GOOD」から「Modern」までがSide two。